# Politique à Monaco
La principauté de Monaco est une monarchie constitutionnelle selon la Constitution de 1962.
Le pouvoir exécutif est exercé par le prince de Monaco assisté du ministre d'État et de conseillers du Gouvernement. Le pouvoir législatif est partagé entre le prince et le Conseil national, élu au suffrage universel direct. Le pouvoir judiciaire est exercé, au nom du prince, par des tribunaux indépendants.
Depuis 1918, la principauté ne compte qu'une seule commune, la commune de Monaco.

## Pouvoir souverain
Le prince de Monaco est le chef de l'État. Il exerce ses pouvoirs dans le cadre de la Constitution de la principauté et des lois.
Concrètement, il est à la tête du pouvoir exécutif et a l'initiative des lois qui sont ensuite votées par le Conseil national. Il est également à la tête du pouvoir judiciaire qui est exercé en son nom par des tribunaux indépendants.
Le prince représente Monaco à l'étranger, a le droit de faire grâce et attribue la nationalité monégasque.

### Conseil de la Couronne
Le Conseil de la Couronne est une instance consultative chargée de conseiller le prince sur certains sujets. Il est composé de sept membres nommés pour trois ans.

## Gouvernement
La Constitution monégasque indique que « Le pouvoir exécutif relève de la haute autorité du Prince » (art. 3) et que « Le Gouvernement est exercé, sous la haute autorité du Prince, par un Ministre d'État, assisté d'un Conseil de Gouvernement » (art. 43).
Le ministre d'État est nommé directement par le prince : Monaco pratique un régime de séparation des pouvoirs et le gouvernement n'est pas responsable devant le parlement. Le ministre d'État préside le conseil de gouvernement. Celui-ci est composé de membres nommés par le prince et chacun chargé d'un département ministériel :
- Département de l'Intérieur,
- Département des Finances et de l'Économie,
- Département des Affaires sociales et de la Santé,
- Département de l'Équipement, de l'Environnement et de l'Urbanisme,
- Département des Relations extérieures et de la Coopération.

Le pouvoir exécutif est exercé par deux types de textes :
- les ordonnances souveraines sont délibérées en conseil de gouvernement et signées par le prince à l'exception des ordonnances concernant la famille princière, la justice, l'exequatur, la dissolution du Conseil national et les ordres honorifiques qui sont de la seule compétence du prince ;
- les arrêtés ministériels sont délibérés en conseil de gouvernement et signés par le ministre d'État ; ils entrent en vigueur à moins que le prince y mette son véto.

## Conseil national
Le Conseil national est le parlement de la principauté. Il est composé de 24 membres élus au suffrage universel direct par les citoyens monégasques.
L'initiative des lois appartient au prince sur proposition du conseil de gouvernement. Le Conseil national peut soumettre au ministre d'État des propositions de loi, mais celui-ci n'est pas tenu de les proposer au prince.
Le Conseil national peut être dissous par le prince : de nouvelles élections sont alors convoquées dans les trois mois.

## Justice
Selon la Constitution, « Le pouvoir judiciaire appartient au Prince, qui par la présente Constitution, en délègue le plein exercice aux cours et tribunaux. Les tribunaux rendent la justice au nom du Prince. » (art. 88). Le conseil de gouvernement ne compte aucun département voué à la justice afin de la séparer entièrement du pouvoir exécutif. L'administration judiciaire est ainsi assurée par la Direction des services judiciaires.
En première instance, le juge de paix et le Tribunal de première instance statuent en matière civile et pénale sauf pour les crimes qui sont la compétence du Tribunal criminel. La Cour d'appel juge en deuxième instance en matière civile, pénale et administrative. La Cour de révision statue en cassation en matière civile, commerciale, administrative et pénale.
Enfin, le Tribunal suprême statue sur :
- la conformité à la Constitution du règlement du Conseil national ;
- les recours qui concernent les droits fondamentaux énumérés par la Constitution ;
- les recours pour excès de pouvoir contre les décisions administratives et les recours en cassation contre les décisions des juridictions administratives ;
- les conflits de compétence.

Le droit monégasque est largement inspiré du droit français. Les codes promulgués par le Premier Empire ont été appliqués à Monaco de 1793 à 1816. Toutefois, des codes spécifiquement monégasques ont été adoptés à partir de 1866 et le droit monégasque compte aujourd'hui de nombreuses particularités différentes du droit français.

## Commune
La commune de Monaco est la seule commune de la principauté et couvre l'ensemble du territoire. Elle est dotée d'un conseil communal élu au suffrage universel et d'un maire. Elle dispose de compétences propres déléguées par la loi.

## Partis politiques
Jusqu'en 2003, l'Union nationale et démocratique (UND) a totalement dominé la vie politique monégasque. Elle a perdu les élections de 2003 au profit de la coalition Union pour Monaco (UPM).
La coalition UPM a été reconduite en 2008, mais s'est ensuite scindée en deux, certains de ses membres créant un nouveau parti (l'Union pour Monaco).
Une large coalition (Horizon Monaco), composée de Rassemblement & Enjeux (anciennement RPM -issu de l'UND-, plus Valeurs et Enjeux, parti créé en 2008), de l'Union Pour la Principauté, de Synergie Monégasque et d'indépendants a remporté les élections de 2013 face à Union monégasque, dont font partie l'Union pour Monaco (UM) et l'Union nationale pour l'avenir de Monaco (UNAM).

### Partis nationaux
| Nom | Nom                         | Positionnement                                                                         | Représentation au Conseil national (2023-2027) | Notes            |
| --- | --------------------------- | -------------------------------------------------------------------------------------- | ---------------------------------------------- | ---------------- |
|     | Union nationale monégasque  | Centre droit Libéralisme économique Euroscepticisme Monarchisme Nationalisme Populisme | 24 / 24                                        |                  |
|     | Nouvelles Idées pour Monaco | Centre gauche Social-démocratie                                                        | 0 / 24                                         | Présent en 2022. |

Anciens partis :
- Union nationale pour l'avenir de Monaco (Présent en 1998)
- Rassemblement pour la famille monégasque (Présent en 1998)
- Union nationale et démocratique (Présent en 1998 et 2003)
- Rassemblement Pour Monaco (Présent en 2003[2])
- Principauté Éthique Progrès (Présent en 2003[2])
- Promotion de la Famille Monégasque (Présent en 2003[2])
- Synergie Monégasque (Présent en 2003[2])
- Union Nationale pour l’Avenir de Monaco (Présent en 2003[2]et 2008[3])
- Union pour la Principauté (Présent en 2003[2]et 2008[3])
- Union des Monégasques (Présent en 2003[2])
- Rassemblement et enjeux pour Monaco (Présent en 2008)
- Monaco ensemble (Présent en 2008)
- Renaissance (Présent en 2013)
- Priorité Monaco  (Présent en 2018)
- Horizon Monaco   (Présent en 2013 et 2018)
- Union monégasque (Présent en 2003, 2008, 2013 et 2018)

### Partis municipaux
| Nom | Nom                   | Leader         | Représentation au conseil communal (2015-2019) | Notes                                                  |
| --- | --------------------- | -------------- | ---------------------------------------------- | ------------------------------------------------------ |
|     | L'évolution communale | Georges Marsan | 15 / 15                                        | Présent en 1991, 1995, 1999, 2003, 2007, 2011 et 2015. |

Anciens partis :
- Action municipale (Présent en 1987 et 1991)
- Ensemble pour notre ville (Présent en 1995)
- Le renouveau de la mairie (Présent en 2011)
- Un regard neuf (Présent en 2015)